# Raunolina
Raunolina is een insectengeslacht van halfvleugeligen uit de familie Caliscelidae. De wetenschappelijke naam van het geslacht werd voor het eerst geldig gepubliceerd in 2006 door Gnezdilov & Wilson.

## Soorten
- Raunolina arabica (Gnezdilov & Wilson, 2006)
  - = Perissana (Raunolina) arabica Gnezdilov & Wilson, 2006
- Raunolina circularis (Linnavuori, 1952)
  - = Perissus circularis Linnavuori, 1952
  - = Perissana (Raunolina) circularis (Linnavuori, 1952)
- Raunolina jeddahica Gnezdilov, 2017
- Raunolina remanei Gnezdilov, 2017